# Dudaryk (chœur)
Le chœur des hommes de l’État de Lviv « Dudaryk » (Дударик) est un chœur ukrainien fondé le 17 octobre 1971 par la société ukrainienne de musique et de chorale. Le chœur est lauréat du prix national Chevtchenko.

## Histoire
Le fondateur et chef d'orchestre était l'artiste émérite d'Ukraine : Mykola Katsal. Il est né le 10 décembre 1940 à Grechany, Podillia. Katsal est diplômé de l'Institut polytechnique de Lviv (géodésie), du Collège de musique et du Conservatoire.
En 1977, six ans après la fondation, Dudaryk était déjà parmi les finalistes du festival des groupes artistiques en Union soviétique. En tant qu'amateur, le groupe a existé jusqu'en 1989. Grâce aux efforts de Mykola Katsal et de ses collègues Lubov Katsal et Lesia Chaikivska, en 1989, la première école de chorale de garçons en Ukraine — « Dudaryk » a été créée.
En 2020, le président ukrainien Volodymyr Zelensky a accordé le statut national à la chorale.
Depuis sa fondation, Dudaryk a donné plus de 1 500 concerts dans de prestigieuses salles de concert et églises d'Ukraine et du monde entier, notamment au Carnegie Hall (États-Unis), Duomo (Lituanie), Notre Dame de Paris (France), Vancouver (festival international du Pacifique Canada Place) et bien d'autres.

## Récompenses
- Le titre honorifique « People's Choir » (1977)
- Diplôme du Soviet suprême d'Ukraine (1987)
- Prix national Chevtchenko (1989) (le seul groupe artistique de jeunes en Ukraine)
- Titre honorifique State Choir (2000).
- Titre honorifique State Academic Choir (2010).

## Festivals
- 1978, 1981, 1987, 1991 : membre de festivals choraux internationaux en Estonie et en Lettonie
- 1987, 1989 : membre de festivals choraux internationaux en Hongrie
- 1990 : 57 concerts aux États-Unis et au Canada
- 1991-2003 : participation à des festivals internationaux en Pologne, Suisse, France et Belgique